# Emma Rask
Emma Rask (født 17. januar 1996) er en svensk håndboldspiller, som spiller i H 65 Höör.